# Český Krumlov
Český Krumlovⓘ (niem. Böhmisch Krumau, Krummau) – miasto w Czechach, w kraju południowoczeskim na Wyżynie Szumawskiej. Według danych z 31 grudnia 2003 powierzchnia miasta wynosiła 2216 ha, a liczba jego mieszkańców 14 146 osób.
Miasto leżące nad brzegami wijącej się w tym miejscu Wełtawy powstało wokół XIII-wiecznego zamku. Zbudowany na nadbrzeżnej skale zamek służył ochronie brodu przez rzekę. Český Krumlov stanowi przykład małego, średniowiecznego miasteczka Europy Środkowej, które rozwijało się bez zakłóceń przez pięć wieków, zachowując w ten sposób nienaruszone dziedzictwo architektoniczne. W 1992 roku zabytkowe centrum miasta zostało wpisane na listę światowego dziedzictwa UNESCO.

## Historia
Pierwsze wzmianki o osadzie Krumlov pochodzą z 1253 roku. 
Budowę zamku na lewym brzegu rzeki rozpoczęli w XIII wieku członkowie możnego rodu Vitkowiców. Od 1302 roku zamek był własnością i główną siedzibą rodu Rožmberków. Za czasów Piotra z Rožmberka został wybudowany nowy, tzw. „Górny Zamek”, później często rozbudowywany i przebudowywany.
Pod zamkiem wyrosła osada nazywana Latran, której mieszkańcy pracowali w zamku lub dla zamku.
Równocześnie na prawym brzegu Wełtawy zaczęło powstawać nowe miasto. W odróżnieniu od żywiołowej rozbudowy Latranu budowano je według planu architektonicznego wzorowanego na Czeskich Budziejowicach. Jego centrum stanowił czworokątny plac z ulicami wychodzącymi z jego rogów. Jednak meandry Wełtawy zmuszały do odstępstw od założeń i oprócz ulic wychodzących z placu powstały ulice okólne.
Panowanie rodu Rožmberków przyniosło długi okres rozwoju gospodarczego i kulturalnego. Wprowadzenie nowych dziedzin gospodarki, takich jak kopalnictwo rud, hodowla owiec i hodowla ryb oraz piwowarstwo przynosiło wysokie dochody i zapewniło środki na przebudowę zamku w wygodną siedzibę w stylu renesansowym. Również dawne miejskie gotyckie domy ze stromymi dachami dostały renesansowe zwieńczenia i malowane fasady, zmiany nie ominęły też wnętrz. Ród władał zamkiem i miastem do 1602 roku, kiedy to Piotr Vok zmuszony był sprzedać posiadłości cesarzowi Rudolfowi II.
Od 1622 roku do początków XVIII wieku włościami krumlowskimi zarządzał ród Eggenberków a później w latach 1719–1945 zamek należał do rodziny Schwarzenbergów.
W 1806 roku miasto stało się częścią Cesarstwa Austriackiego (od 1867 roku – Austro-Węgry).
Po I wojnie światowej miasto znalazło się w granicach Czechosłowacji.
W 1938 roku Krumlov wraz z innymi miastami Kraju Sudetów został zbrojnie zajęty przez wojska III Rzeszy.
Po II wojnie światowej niemiecka populacja miasta została wysiedlona, a Krumlov ponownie znalazł się granicach Czechosłowacji.

Český Krumlov - panorama z ogrodów zamkowych

## Najważniejsze zabytki
- Gród i zamek

Nad Českým Krumlovem góruje zamek. Zespół budowli, usytuowany na skale wznoszącej się stromo nad Wełtawą  – jest drugim, co do zajmowanej powierzchni, zamkiem w Czechach, po praskich Hradczanach. Najstarsza część tzw. Hrádek – Zameczek z potężną okrągłą wieżą pochodzi z połowy XIII wieku.
Na skalnej ostrodze znajduje się potężny Horní Hrad – Górny Zamek do którego w czasach budowy wchodziło się przez gotycką wieżę „Máslenice” i drewniany most. Po zbudowaniu nowego wjazdu do Górnego Zamku wieżę przebudowano w stylu renesansowym. W okresie baroku powstały nowe budowle – „Mincovna” Mennica i „Nové purkrabství” Nowa Kasztelania. Później kontynuowano rozbudowę zamku w kierunku zachodnim.
W 1681 roku na miejscu wcześniejszych fortyfikacji zbudowano teatr zamkowy. Obiekt ten pozostał niezmieniony od 1766 roku i jest dzisiaj unikalną pamiątką techniczną i kulturalną – zachowały się z tamtej epoki kulisy, kurtyna, kostiumy i oświetlenie.
Ogrody zamkowe zostały założone w końcu XVII wieku i zajmują powierzchnię 11 hektarów. Wschodnia część jest urządzona w stylu parku francuskiego, w tej części znajduje się budynek zimowej ujeżdżalni i letnia ujeżdżalnia. Główną ozdobą tej części jest kaskadowa fontanna z posągami postaci mitologicznych wybudowana w latach 1749–1765.
Dalsza część ogrodów jest w stylu angielskim. W tej części znajduje się zbudowany w latach 1706–1708 Letohrádek Bellarie – Belweder, uważany za jedną z najcenniejszych budowli ogrodowych w Czechach. Ogrody kończą się zamkowym jeziorkiem z wysepką. Między zamkiem a teatrem i ogrodami znajduje się trójpoziomowy wiadukt most płaszczowy zbudowany nad specjalnie wykonanym głębokim przekopem który pełnił rolę fosy.
- Stare Miasto
  - Ratusz – wyglądająca na renesansową budowla powstała w XVI wieku z połączenia dwóch domów gotyckich. Po przebudowie ratusz miał bogato zdobioną attykę. Obecna jest ona znacznie niższa i ukształtowana w stylu klasycystycznym.
  - Mariánský Sloup s Kašnou – kolumna morowa ze studnią wybudowana w 1715 roku jako wotum wdzięczności za ustąpienie morowej zarazy.
  - Kościół św. Wita – kościół w stylu gotyckim, jego budowę rozpoczęto na początku XV wieku a ukończono dopiero po wojnach husyckich.
  - Dawne Kolegium Jezuickie – zbudowane w latach 1568–1588, później służyło jako koszary a od roku 1889 jest w nim hotel.
  - Muzeum – dawne seminarium jezuickie
  - Dom Jakuba Krčina – dom z około 1580 roku z malowidłami ściennymi na rozległej fasadzie
  - Międzynarodowe Centrum Kulturalne Egona Schielego – w budynku dawnego miejskiego browaru z 1605 roku

- Latran
  - Dawny kościół św. Jošta ze szpitalem – w murach dawnego kościoła jest między innymi Muzeum Marionetek. Ekspozycja obejmuje marionetki, kompletne scenografie i kurtyny z XIX-wiecznych teatrów marionetek.
  - Dawny klasztor minorytów
  - Dawny Pański Browar – renesansowy browar przebudowany w końcu XIX wieku, w najstarszej części był wcześniej arsenał.
  - Brama Budziejowicka – jedyna zachowana miejska brama, wybudowana w latach 1598–1602.

## Demografia
| Rok             | 1970   | 1980   | 1991   | 2001   | 2003   |
| --------------- | ------ | ------ | ------ | ------ | ------ |
| Liczba ludności | 10 430 | 13 776 | 14 108 | 14 443 | 14 146 |

Źródło: Czeski Urząd Statystyczny

Český Krumlov
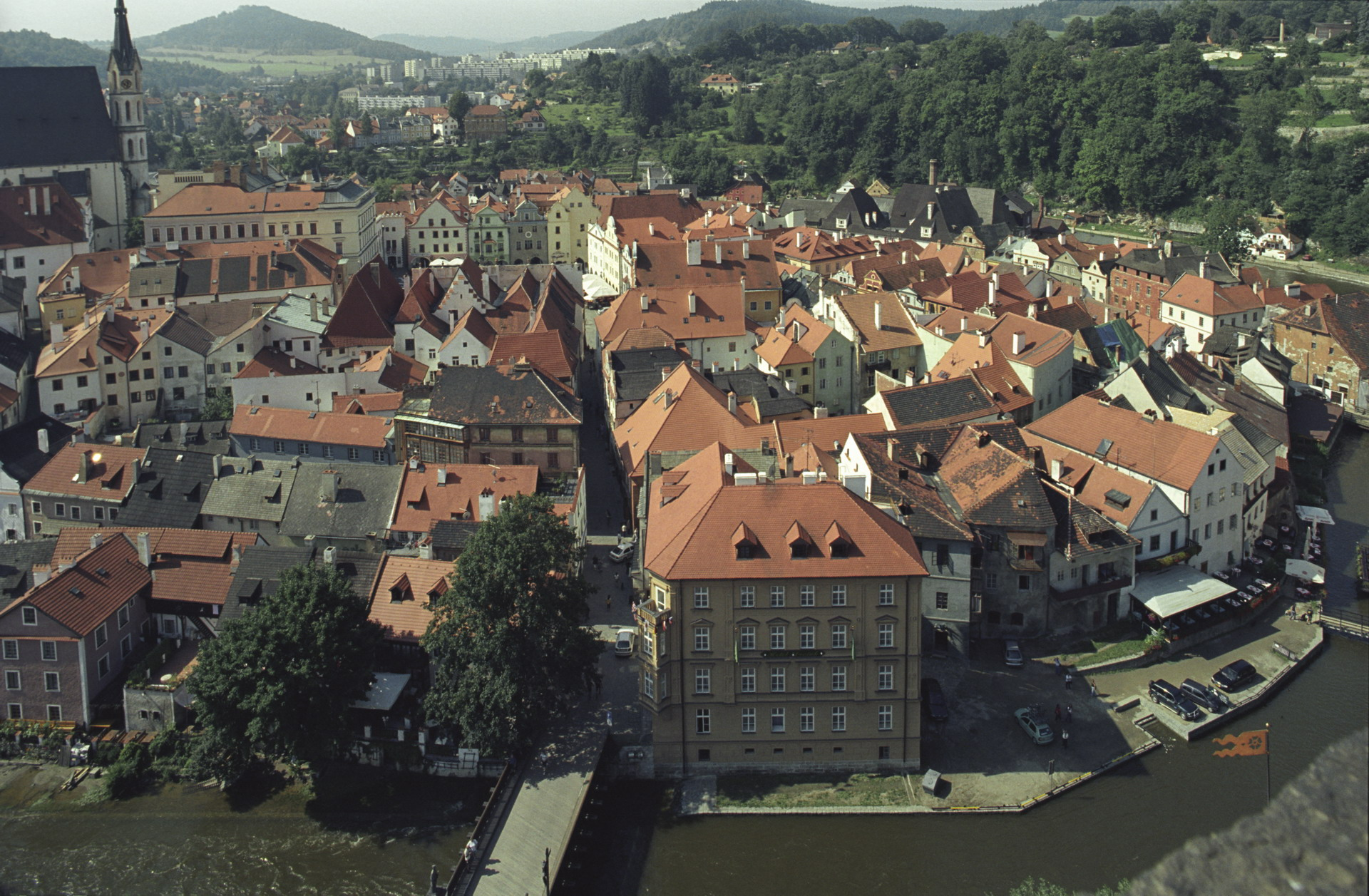
Widok na Stare Miasto z wieży zamkowej
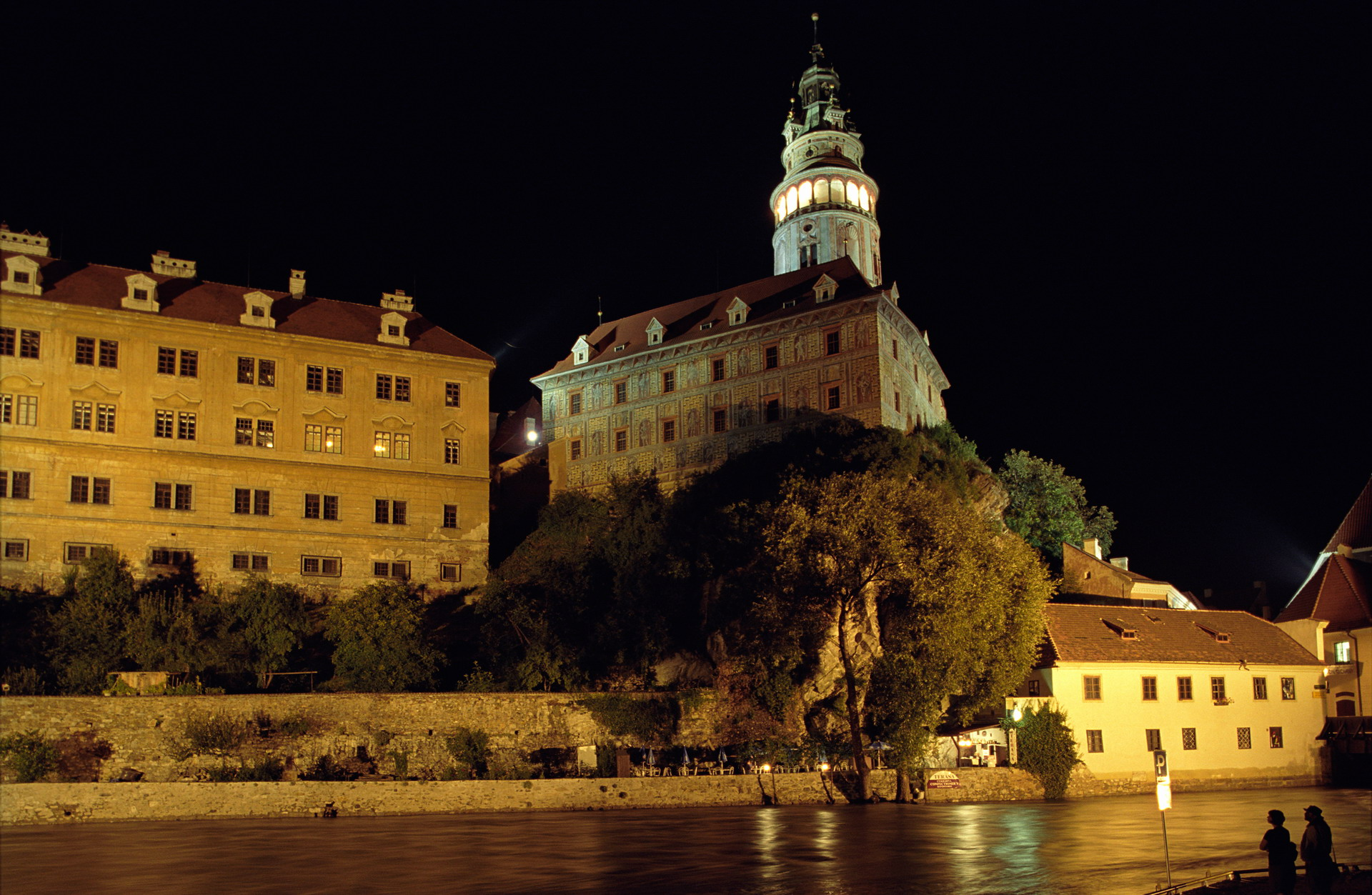
Zamek nad Wełtawą, z lewej „Mincovna” Mennica i w środku Hrádek
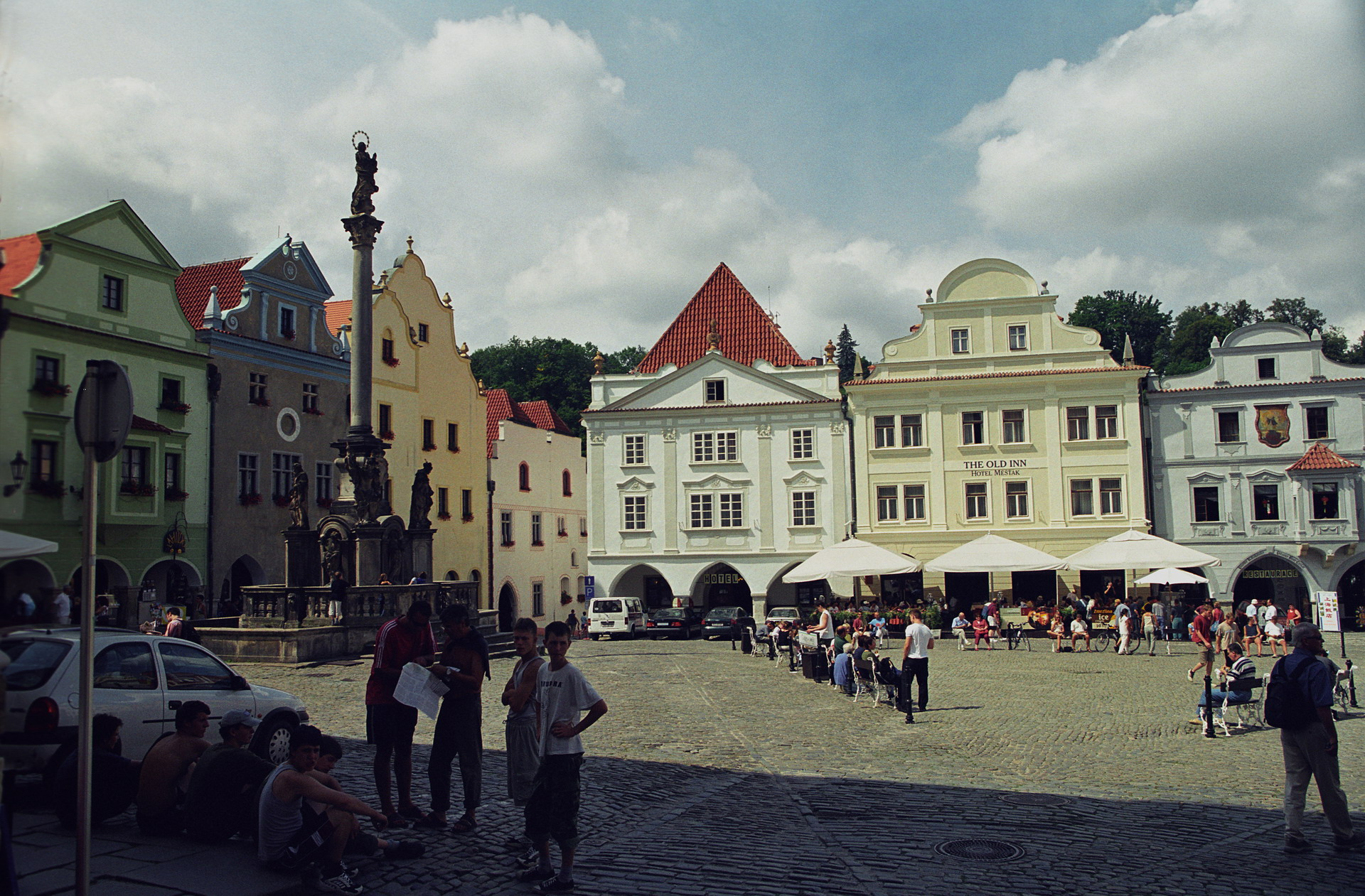
Główny plac Českiego Krumlova – Namesti Svornosti
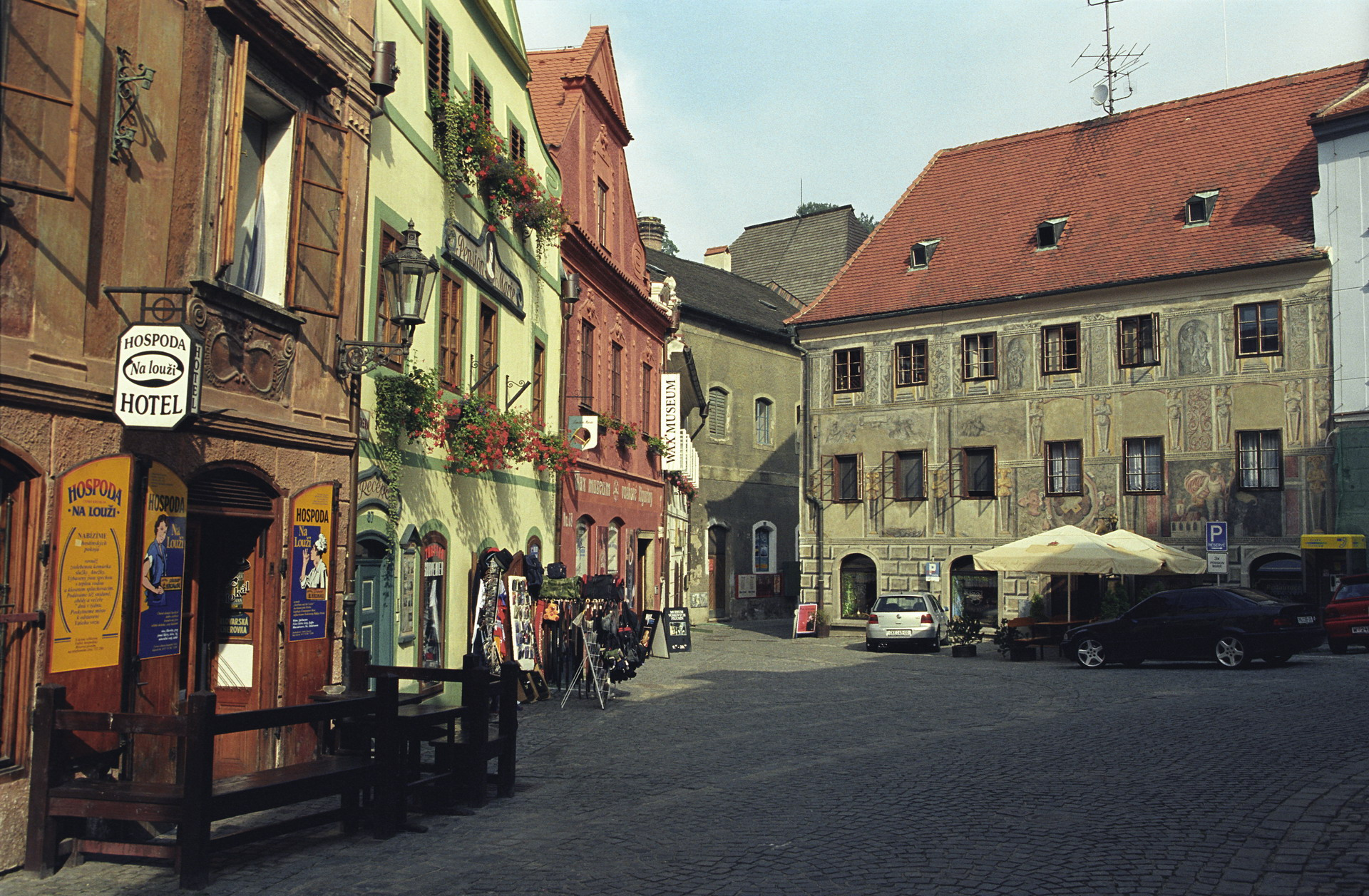
Plac „Na louži”, po prawej w głębi „Dom Jakuba Krčina”
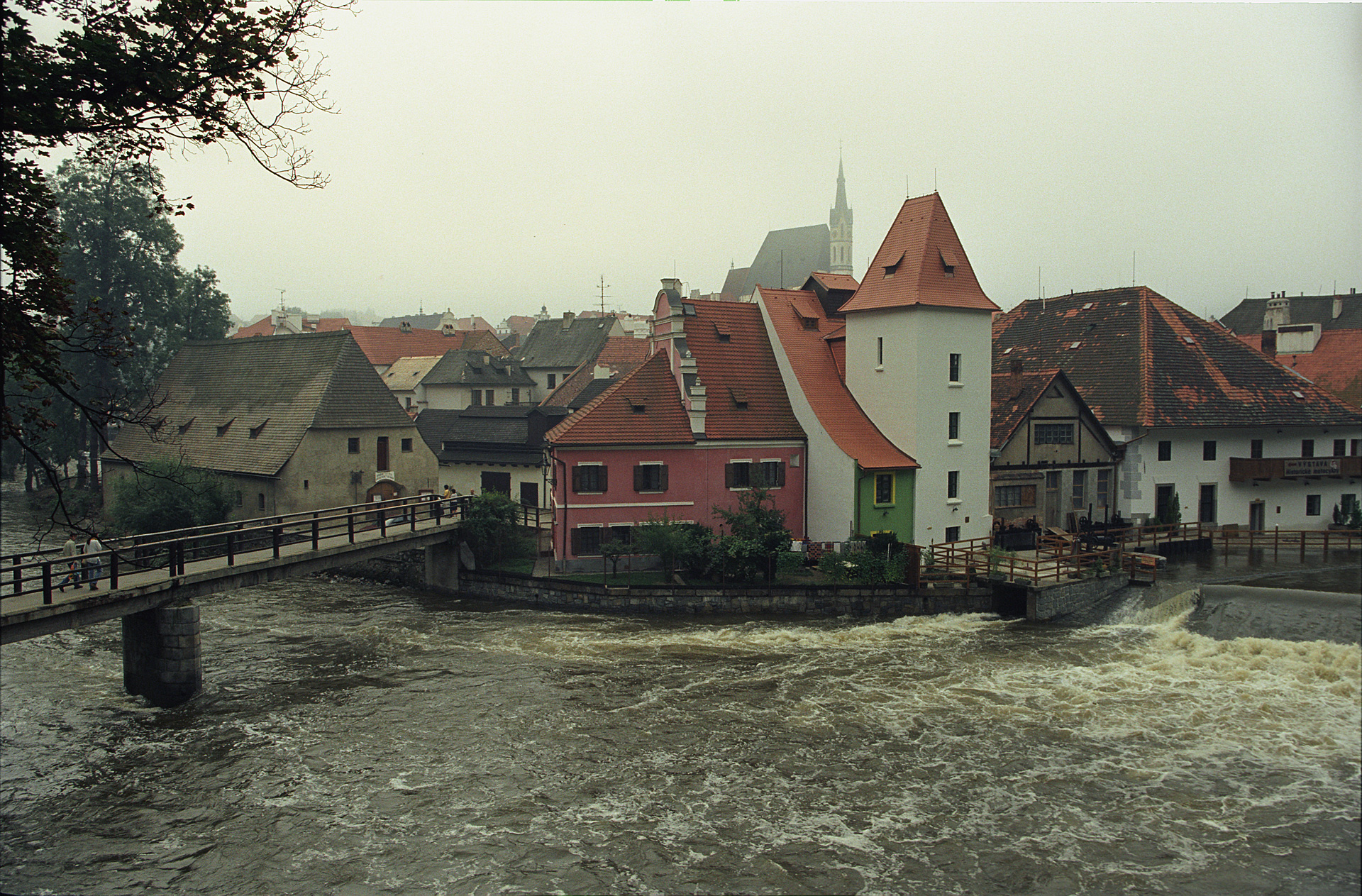
Najstarsze budynki Starego Miasta, dawny średniowieczny młyn (wzmiankowany w dokumentach już w roku 1347). Po lewej stronie (za kładką) dawna miejska zbrojownia
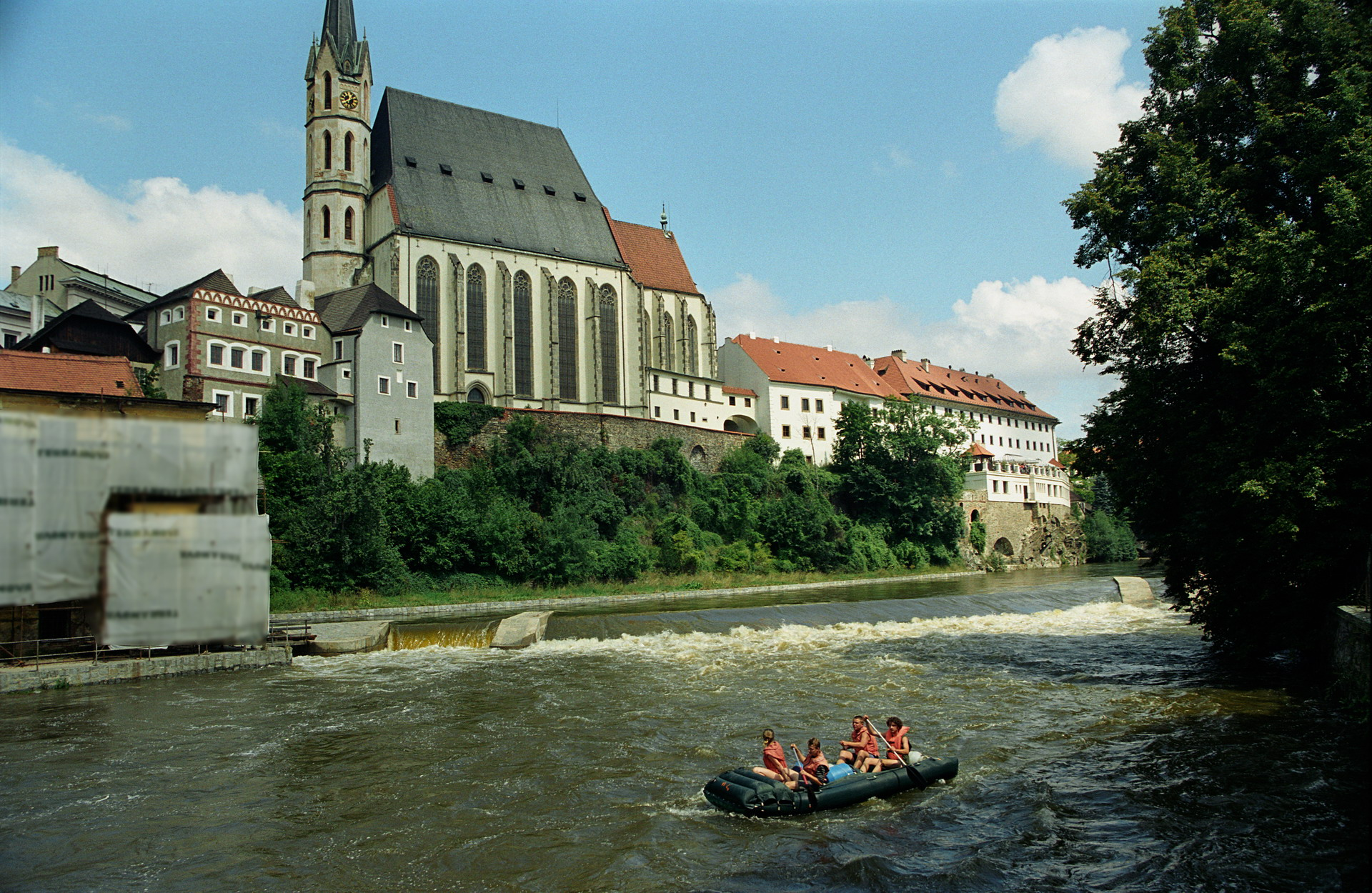
Rafting na Wełtawie, na Starym Mieście od prawej widoczne d. Kolegium Jezuickie, kościół św. Wita i d. Szkoła Łacińska